# Theodore Newton
Pour les articles homonymes, voir Newton.
Theodore « Ted » Newton est un acteur américain, né le 4 août 1904 à Lawrenceville (New Jersey), mort le 28 février 1963 à Los Angeles (quartier d'Hollywood, Californie).

## Biographie
Theodore Newton entame sa carrière au théâtre et joue notamment à Broadway (New York) dans dix-neuf pièces entre 1928 et 1951, dont Accent on Youth (en) de Samson Raphaelson (1934-1935, avec Constance Cummings et Ernest Cossart), L'Homme qui vint dîner de Moss Hart et George S. Kaufman (1939-1941, avec Monty Woolley et Edith Atwater) et La Dame de la mer d'Henrik Ibsen (1950, avec Luise Rainer et Eli Wallach).
Au cinéma, il contribue à vingt-huit films américains, les sept premiers sortis en 1933, dont Voltaire de John G. Adolfi (avec George Arliss dans le rôle-titre et Doris Kenyon). Ultérieurement, mentionnons Révolte à bord de John Farrow (1946, avec Alan Ladd et Brian Donlevy) et La Loi du Seigneur de William Wyler (1956, avec Gary Cooper et Dorothy McGuire).
Son dernier film est L'Offrande (en) de Boris Sagal (avec BarBara Luna et Paul Langton), sorti en mai 1963, moins de trois mois après sa mort prématurée à 58 ans, des suites d'un cancer.
À la télévision américaine, Theodore Newton apparaît dans quarante séries dès 1949, dont Inner Sanctum (deux épisodes, 1954), Alfred Hitchcock présente (six épisodes, 1956-1962) et La Grande Caravane (quatre épisodes, 1959-1960).
Sa dernière série est Suspicion, avec un épisode diffusé en février 1963, le mois de sa mort.

## Théâtre à Broadway (intégrale)
- 1928 : Elmer the Great de Ring Lardner, production de George M. Cohan : Pinky Doyle
- 1929 : Vermont d'A. E. Thomas, production de George M. Cohan : Hanson
- 1929-1930 : Gambling (en) de (et produite par) George M. Cohan : Gaylor
- 1930 : The Tavern de Cora Dick Gantl, production de George M. Cohan : le fils de l'aubergiste
- 1934 : A Sleeping Clergyman (en) de James Bridie : John Hannah
- 1934-1935 : Accent on Youth (en) de Samson Raphaelson, mise en scène de Benn W. Levy : Dickie Reynolds
- 1935-1937 : Rue sans issue (en) (Dead End) de (et mise en scène par) Sidney Kingsley (en), décors et production de Norman Bel Geddes : Gimpty
- 1937 : Wise Tomorrow de Stephen Powys : Peter Marsh
- 1938 : Wine of Choice de S. N. Behrman, mise en scène d'Herman Shumlin : Dow Christophsen
- 1938-1939 : American Landscape de (et mise en scène par) Elmer Rice : Joe Kutno
- 1939-1941 : L'Homme qui vint dîner (en) (The Man Who Came to Dinner) de Moss Hart et George S. Kaufman, mise en scène de ce dernier : Bert Jefferson[1]
- 1940 : Suzanna and the Elders de Lawrence Langner (en) et Armina Marshall (en) : Frère Longhorne
- 1940-1942 : My Sister Eileen (en) de Jerome Chodorov et Joseph Fields, mise en scène de George S. Kaufman : Robert Baker (remplacement)
- 1943 : Apology de Charles Schnee, mise en scène de Lee Strasberg : Albert Warner
- 1946 : Land's End de Thomas Job, musique de scène de Paul Bowles : le professeur
- 1948 : Joy to the World d'Allan Scott, mise en scène de Jules Dassin : M. Wilcox / Steve Walton (remplacement)
- 1949 : Le Grand Couteau (en) (The Big Knife) de Clifford Odets, mise en scène de Lee Strasberg : Hank Teagle
- 1950 : La Dame de la mer (The Lady from the Sea) d'Henrik Ibsen, mise en scène de Sam Wanamaker : le professeur Arnholm
- 1951 : The Royal Family (en) d'Edna Ferber et George S. Kaufman, mise en scène de Richard Whorf : Gilbert Marshall

## Filmographie partielle

### Cinéma

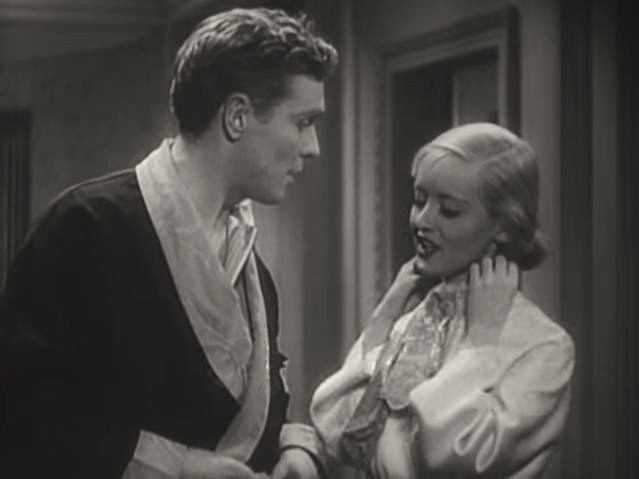
Avec Bette Davis, dans Le Roi de la chaussure (1933)

- 1933 : Le Roi de la chaussure (The Working Man) de John G. Adolfi : Tommy Hartland
- 1933 : Ace of Aces (en) de J. Walter Ruben : le lieutenant Foster « Froggy » Kelley
- 1933 : The World Changes de Mervyn LeRoy
- 1933 : Voltaire de John G. Adolfi : François
- 1934 : L'Homme de quarante ans (Upper World) de Roy Del Ruth : le journaliste Rocklen
- 1934 : Un héros moderne (A Modern Hero) de Georg Wilhelm Pabst : Elmer Croy
- 1934 : Les Nuits de New York (Now I'll Tell) d'Edwin J. Burke : Joe
- 1935 : Jalna de John Cromwell
- 1945 : What Next, Corporal Hargrove? de Richard Thorpe : le capitaine Parkson
- 1946 : Le Bel Espoir (Miss Susie Slagle's) de John Berry : Dr Boyd
- 1946 : Révolte à bord (Two Years Before the Mast) de John Farrow : Hayes
- 1946 : From This Day Forward de John Berry : M. Brewer
- 1956 : Infamie (The Come On) de Russell Birdwell : le détective capitaine Getz
- 1956 : Un magnifique salaud (The Proud and Profane) de George Seaton : Bob Kilpatrick
- 1956 : Marqué par la haine (Somebody Up There Likes Me) de Robert Wise : Edward Eagan
- 1956 : La Loi du Seigneur (Friendly Persuasion) de William Wyler : le major Harvey
- 1959 : Du sang en première page (The Story on Page One) de Clifford Odets : Dr Kemper
- 1963 : L'Offrande (en) (Dime with a Halo) de Boris Sagal : le consul Glenson

### Télévision
(séries)
- 1954 : Inner Sanctum, saison unique, épisode 29 Enterrement à High Point (Burial at High Point - Chemney) et épisode 39 L'Heure fatale (The Fatal Hour - Sam)
- 1956-1962 : Alfred Hitchccock présente (Alfred Hitchcock Presents)
  - Saison 1, épisode 32 The Bay Sister (1956 - M. Nash) de Robert Stevens et épisode 34 The Hidden Thing (1956 - le lieutenant Shea) de Robert Stevens
  - Saison 2, épisode 37 The Indestructible Mr. Weems (1957) de Jus Addiss : Dr Allen
  - Saison 5, épisode 36 Letter of Credit (1960) de Paul Henreid : Sam Kern
  - Saison 6, épisode 8 O Youth and Beauty (1960) de Norman Lloyd : le physicien
  - Saison 7, épisode 16 The Case of M. J. H. (1962) d'Alan Crosland Jr. : Dr Cooper
- 1958 : Gunsmoke ou Police des plaines (Gunsmoke ou Marshal Dillon), saison 3, épisode 22 Sunday Supplement de Richard Whorf : le major A. R. Brill
- 1958 : Perry Mason (première série), saison 1, épisode 32 Visages de rechange (The Case of the Substitute Face) de William D. Russell : Carl Houser
- 1958 : Mike Hammer (Mickey Spillane's Mike Hammer, première série), saison 1, épisode 10 Overdose of Lead (Doc Karnes) de Boris Sagal et épisode 33 No Business Like... (Dan Manning) de Boris Sagal
- 1960 : One Step Beyond, saison 2, épisode 21 L'Assassinat de Lincoln (The Day the World Wept – The Lincoln Story) de John Newland : le pasteur Jonathan Stroom
- 1959-1960 : La Grande Caravane (Wagon Train)
  - Saison 2, épisode 15 The Flint McCullough Story (1959 - Jim Bridger) et épisode 16 The Hunter Malloy Story (1959 - Darly Grant)
  - Saison 3, épisode 3 The C. L. Harding Story (1959 - Buzz) d'Herschel Daugherty et épisode 20 The Ricky and Laurie Bell Story (1960 - Jacob)
- 1960-1961 : Rawhide
  - Saison 3, épisode 5 Esclavage (Incident of the Slavemaster, 1960) de Ted Post : Somers
  - Saison 4, épisode 12 Vingt-cinq Pères Noël (Incident of the Twenty-Five Santa Clauses, 1961) : le docteur
- 1962 : Le Gant de velours (The New Breed), saison unique, épisode 23 La Torche (The Torch) : Harry Glynn
- 1962 : Adèle (Hazel), saison 1, épisode 35 Hazel's Day de William D. Russell : Dr Carroll
- 1963 : Suspicion (The Alfred Hitchcock Hour), saison 1, épisode 16 What Really Happened de Jack Smight : le docteur